# Повернення почуттів
«Повернення почуттів» (рос. «Возвращение чувств») — радянський художній фільм 1979 року, знятий на кіностудії «Мосфільм».

## Сюжет
Немолода пара проводить відпустку на батьківщині, в татарському селі. Вона лікар. Він, ймовірно, працює в галузі ракетобудування. Зустрічі з забутим минулим і близькими людьми допомагають відновити втрачену щирість і теплоту почуттів обох.

## У ролях
- Любов Піскунова — Альфія
- Нурія Ірсаєва — Назіра
- Олег Марус — Раїль, чоловік Альфії, інженер-конструктор
- Раднер Муратов — Рим, чоловік Назіри
- Марія Андріанова — Ханіфа
- Данило Нетребін — Фікрят, голова колгоспу
- Болот Бейшеналієв — Бакий
- Лев Борисов — Хамза
- Еля Муксінова — Зілія, дочка Назіри і Рима
- Женя Мальцев — Марат, син Назіри і Рима
- Ігор Безяєв — чоловік Закії
- Раїса Рязанова — Закія, сестра Альфії і Назіри
- Лідія Савченко — дружина Хамзи
- Марія Зоріна — Макфія
- Флера Хамітова — блакитноока жінка
- Хаміт Шамсутдінов — Мідхат
- Іван Косих — гармоніст

## Знімальна група
- Режисер — Марк Осеп'ян
- Сценарист — Роза Хуснутдінова
- Оператори — Володимир Кромас, Олег Мартинов, Ніна Філінковська
- Композитори — Софія Губайдуліна
- Художник — Павло Сафонов